# Lanx (slak)
Lanx is een geslacht van weekdieren uit de klasse van de Gastropoda (slakken).

## Soort
- Lanx patelloides (I. Lea, 1856)